# Lars Dahllöf
Lars Arne Dahllöf, född den 28 november 1946, är en svensk jurist.
Dahllöf var  justitieråd i Högsta domstolen och Lagrådet 2001–2009. Dessförinnan var han expeditionschef i Justitiedepartementet (1998–2001) samt tidigare expeditions- och rättschef i Miljödepartementet (1991–1998). Han har även deltagit i olika befattningar i styrelser och en rad kommittéer och utredningar rörande bland annat rättsväsendets utveckling, miljöfrågor, IT och integritetsskydd samt säkerhets- och organisationsfrågor. Dahllöf är utgivare av Nytt Juridiskt Arkiv, avdelning II (NJA II) för Norstedts Juridik sedan 2008.